# Oxyarcturus spinosus
Oxyarcturus spinosus är en kräftdjursart som först beskrevs av Frank Evers Beddard 1886.  Oxyarcturus spinosus ingår i släktet Oxyarcturus och familjen Antarcturidae. Inga underarter finns listade i Catalogue of Life.